# ژومبرک
ژومبرک (به لاتین: Žumberk) یک منطقهٔ مسکونی در جمهوری چک است که در شهرستان خرودیم واقع شده‌است. ژومبرک ۲۴۵ نفر جمعیت دارد.